# Noord-Macedonië op het Junior Eurovisiesongfestival
Noord-Macedonië neemt sinds 2003 deel aan het Junior Eurovisiesongfestival.

## Geschiedenis

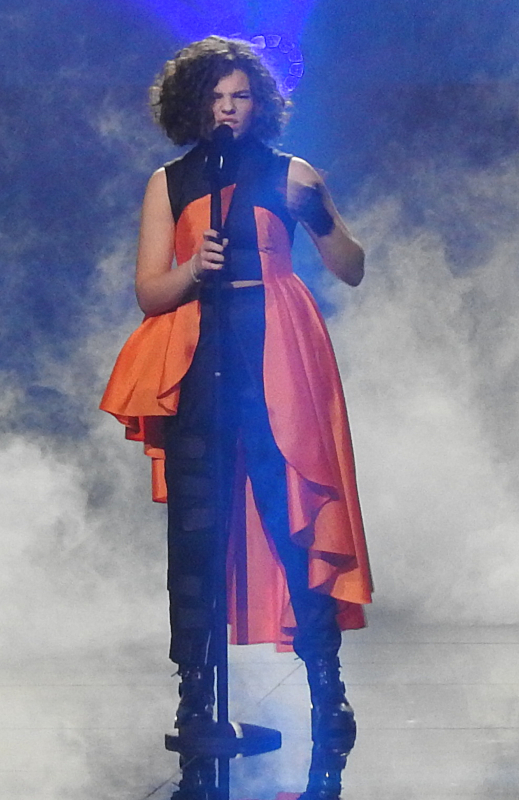
Mila Moskov behaalde een zesde plaats in 2019.

De toenmalige Republiek Macedonië was een van de landen die debuteerden op het allereerste Junior Eurovisiesongfestival in 2003. Bij die eerste deelname werd het land vertegenwoordigd door Marija en Viktorija met het liedje Ti ne me poznavas. Ze eindigden op de twaalfde plaats.
Bij de twee volgende edities, in 2004 en 2005, was Macedonië redelijk succesvol: het land eindigde tweemaal in de top 10, met respectievelijk een zevende plaats voor Martina Siljanovska en een achtste plaats voor Denis Dimovski. Tijdens het Junior Eurovisiesongfestival 2006 boekte het land echter een slecht resultaat, toen Zana Aliu op de vijftiende en laatste plaats strandde met het nummer Vljubena. Deze inzending kreeg, naast de standaard twaalf punten, alleen punten van gastland Roemenië.
In 2007 bereikte Macedonië een hoogtepunt op het Junior Eurovisiesongfestival. Het land trad in Rotterdam aan met duo Dimitar en Rosica en zij behaalden met hun nummer Ding ding dong de vijfde plaats. Van buurlanden Bulgarije en Servië kreeg Macedonië voor deze inzending de volle twaalf punten. Deze succesvolle prestatie werd in 2008 verrassend geëvenaard, toen Bobi Andonov de Macedoniërs wederom een vijfde plaats schonk. In 2009 werd Sara Markovska voorlaatste.
In 2010 trad Macedonië aan met Anja Veterova en haar liedje Magična pesna (eo, eo). Deze inzending werd vooraf tot de favorieten op de eindoverwinning gerekend en ook in Macedonië zelf waren de verwachtingen hoog. Het draaide echter uit op een grote teleurstelling, want Veterova kwam niet verder dan de twaalfde plaats. Een jaar later volgde wederom een tegenvaller, toen Dorijan Dlaka gedeeld laatste werd met zijn liedje Zhimi ovoj frak. Hoewel zowel Macedonië als Letland met 31 punten onderaan eindigde, werd Macedonië in de statistieken toch boven Letland geplaatst, aangezien Dlaka van meer verschillende landen punten had ontvangen.
Uit onvrede met het stemsysteem en vanwege financiële moeilijkheden, besloot de Macedonische omroep MRT zich in 2012 terug te trekken van het Junior Eurovisiesongfestival. Het was de eerste keer dat Macedonië niet aan de wedstrijd deelnam. In 2013 keerde het land na één jaar afwezigheid echter weer terug. De inzending van dat jaar, Barbara Popović met het liedje Ohrid i muzika, werd door de bookmakers niet erg hoog ingeschat en uiteindelijk strandde Macedonië weer op de laatste plaats. Hierop besloot de MRT zich nogmaals terug te trekken en het festival van 2014 over te slaan.
Toen Macedonië in 2015 zijn rentree maakte, belandde het land opnieuw op de laatste plaats: het duo Ivana en Magdalena kreeg slechts 26 punten. Ondanks de vaak matige resultaten is Macedonië een van de trouwste deelnemers aan het Junior Eurovisiesongfestival. In 2016, 2017 en 2018 behaalden de Macedonische inzendingen driemaal op rij een twaalfde plaats. Na de wat matige resultaten behaalde Noord-Macedonië in de daaropvolgende edities tweemaal een top 10-notering. 

## Lijst van Macedonische deelnames
| Jaar | Artiest                  | Lied                   | Plaats | Punten | Taal                  |
| ---- | ------------------------ | ---------------------- | ------ | ------ | --------------------- |
| 2003 | Marija & Viktorija       | Ti ne me poznavas      | 12     | 19     | Macedonisch           |
| 2004 | Martina Siljanovska      | Zabava                 | 7      | 64     | Macedonisch           |
| 2005 | Denis Dimovski           | Rodendenski baknez     | 8      | 68     | Macedonisch           |
| 2006 | Zana Aliu                | Vljubena               | 15     | 14     | Macedonisch           |
| 2007 | Dimitar & Rosica         | Ding ding dong         | 5      | 111    | Macedonisch           |
| 2008 | Bobi Andonov             | Prati mi SMS           | 5      | 93     | Macedonisch           |
| 2009 | Sara Markovska           | Za ljubovta            | 12     | 31     | Macedonisch           |
| 2010 | Anja Veterova            | Magična pesna (eo, eo) | 12     | 38     | Macedonisch           |
| 2011 | Dorijan Dlaka            | Zhimi ovoj frak        | 12     | 31     | Macedonisch           |
| 2013 | Barbara Popović          | Ohrid i muzika         | 12     | 19     | Macedonisch           |
| 2015 | Ivana & Magdalena        | Pletenka               | 17     | 26     | Macedonisch           |
| 2016 | Martija Stanojković      | Love will lead our way | 12     | 41     | Macedonisch en Engels |
| 2017 | Mina Blažev              | Dancing through life   | 12     | 69     | Macedonisch en Engels |
| 2018 | Marija Spasovska         | Doma                   | 12     | 99     | Macedonisch           |
| 2019 | Mila Moskov              | Fire                   | 6      | 150    | Macedonisch en Engels |
| 2021 | Dajte Muzika             | Green forces           | 9      | 114    | Macedonisch en Engels |
| 2022 | Lara feat. Irina & Jovan | Životot e pred mene    | 14     | 54     | Macedonisch en Engels |
| 2023 | Tamara Grujeska          | Kaži mi, kaži mi koj   | 12     | 76     | Macedonisch en Engels |
| 2024 | Ana & Aleksej            | Marathon               | 16     | 54     | Macedonisch en Engels |
| 2025 |                          |                        |        |        |                       |

| Kleur | Betekenis      |
| ----- | -------------- |
|       | Eerste plaats  |
|       | Tweede plaats  |
|       | Derde plaats   |
|       | Laatste plaats |
|       | Gastland       |

## Gegeven en gekregen punten
| Plaats | Land    | Punten |
| ------ | ------- | ------ |
| 1      | Servië  | 100    |
| 2      | Armenië | 89     |
| 3      | Georgië | 79     |
| 4      | Rusland | 77     |
| 5      | Malta   | 76     |

| Plaats | Land      | Punten |
| ------ | --------- | ------ |
| 1      | Servië    | 66     |
| 2      | Albanië   | 55     |
| 3      | Malta     | 51     |
| 4      | Nederland | 47     |
| 5      | Rusland   | 39     |

## Twaalf punten
(Een vetgedrukte editie betekent dat het land die editie won.)
| Aantal | Land       | Edities                          |
| ------ | ---------- | -------------------------------- |
| 5      | Servië     | 2007, 2008, 2010, 2015, 2019 (J) |
| 3      | Kroatië    | 2003, 2004, 2006                 |
| 3      | Rusland    | 2016 (K), 2017 (J), 2021 (J)     |
| 2      | Armenië    | 2022 (J), 2023 (J)               |
| 2      | Italië     | 2016 (J), 2018 (J)               |
| 1      | België     | 2009                             |
| 1      | Bulgarije  | 2011                             |
| 1      | Denemarken | 2005                             |
| 1      | Malta      | 2013                             |
| 1      | Oekraïne   | 2024 (J)                         |

| Aantal | Land       | Edities              |
| ------ | ---------- | -------------------- |
| 3      | Servië     | 2007, 2010, 2018 (J) |
| 1      | Albanië    | 2021 (J)             |
| 1      | Bulgarije  | 2007                 |
| 1      | Kazachstan | 2018 (J)             |
| 1      | Malta      | 2019 (J)             |

2003 · 2004 · 2005 · 2006 · 2007 · 2008 · 2009 · 2010 · 2011 · 2012 · 2013 · 2014 · 2015 · 2016 · 2017 · 2018 · 2019 · 2020 · 2021 · 2022 · 2023 · 2024